# Siger Pesteaus de Trazegnies

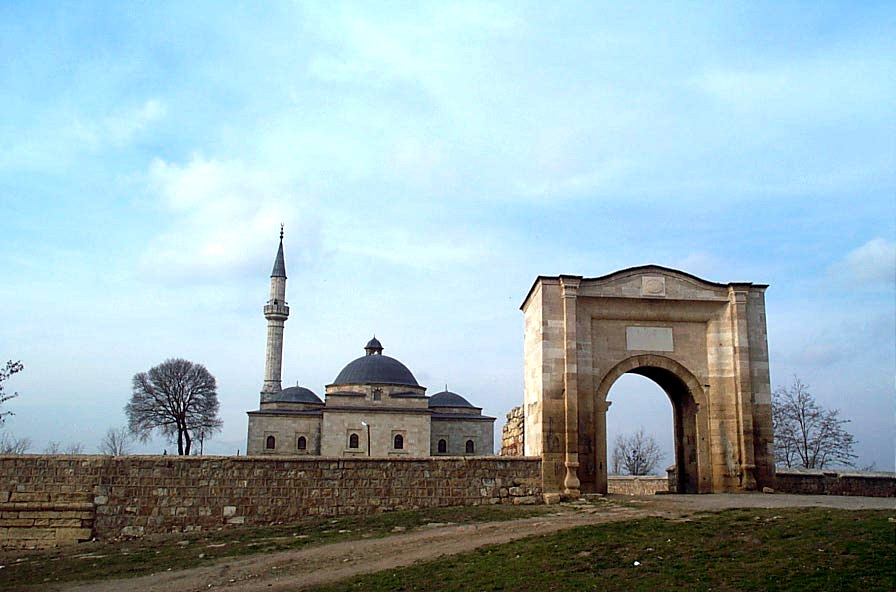
Andrinople.

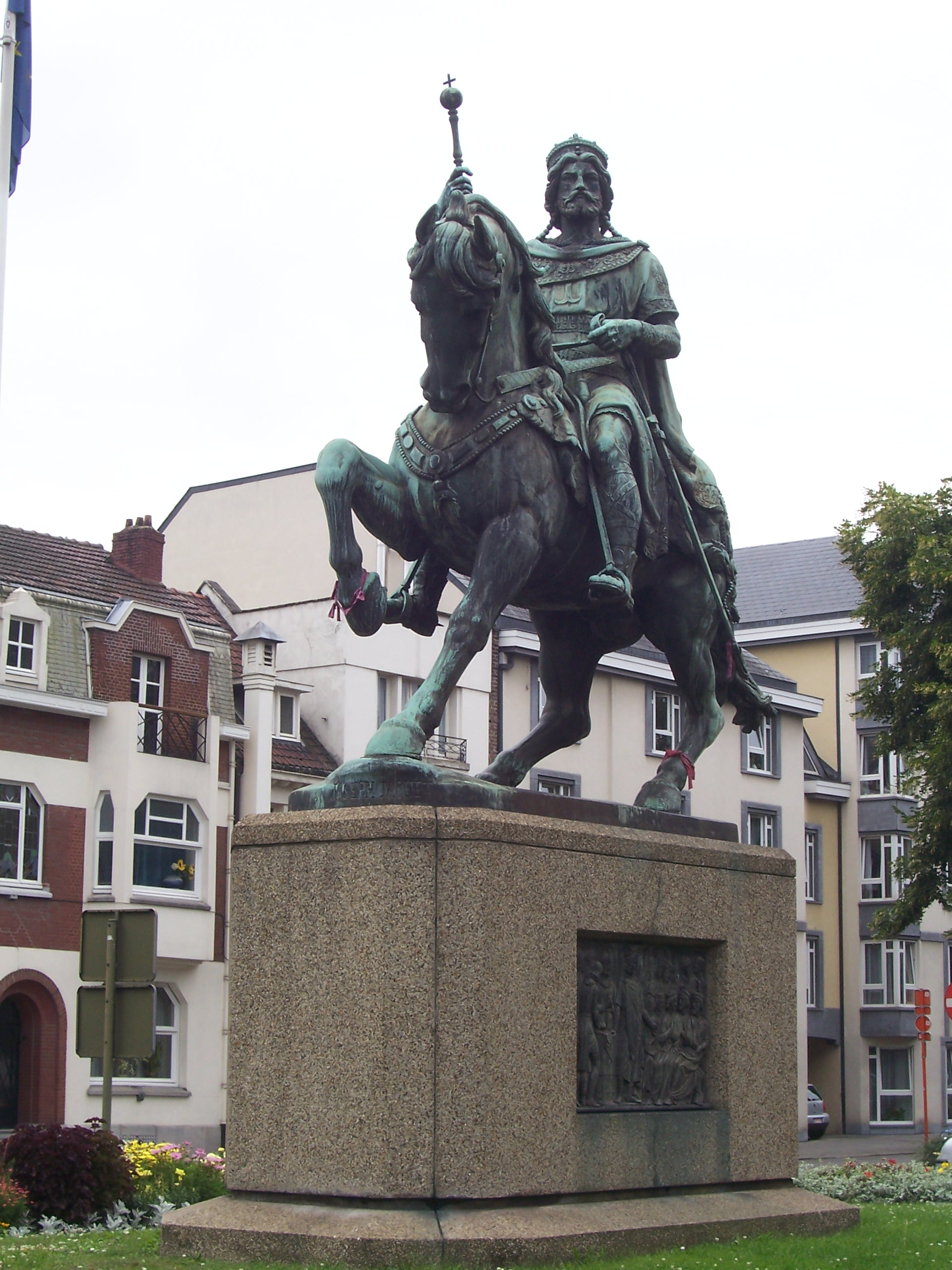
Statue élevée en 1868 en l'honneur de Baudouin de Constantinople à Mons.

Siger Pesteaus de Trazegnies accompagna son frère Gilles II de Trazegnies de Silly à la quatrième croisade, mais rallia le camp flamand à Venise. Fait prisonnier à Andrinople (en même temps que Baudouin, devenu empereur de Constantinople), il put obtenir sa libération et revint en Occident avec le roi de Portugal qu'il aida ensuite dans sa croisade contre les Maures au Maroc. Revenu en Hainaut, il se fit moine à Valenciennes.

## Généalogie
Il est le fils de
- Othon II de Trazegnies C'est en son honneur que fut donné, en août 1170, un tournoi à Trazegnies; c'est lui également qui rapporta un morceau de la Vraie Croix des Croisades en 1187; Il fut tué devant Saint-Jean-d'Acre à son second voyage en Terre sainte en 1192. Il fut un des chevaliers les plus accomplis de son temps. (v.1150 - † 1192) - Troisième croisade †

et le petit-fils de
- Gilles Ier († 1161).

## Armes
bandé d'azur et d'or à la bordure engrêlée de gueules.
- Othon II 
Seigneur de Trazegnies
(v.1150-1192)
 Troisième croisade †
- Gilles II 
Seigneur de Trazegnies
Connétable de Flandres
(v.1174-1204)
 Quatrième croisade †
- Othon III 
Seigneur de Trazegnies
(v. 1198 - † v.1241)
 Marmande
 1219
- Gilles le Brun 
 Connétable de France à partir de 1250
(1199-1276)
 Septième et Huitième croisade

Othon II Seigneur de Trazegnies (v.1150-1192) Troisième croisade †
Gilles II Seigneur de Trazegnies Connétable de Flandres (v.1174-1204) Quatrième croisade †
Othon III Seigneur de Trazegnies (v. 1198 - † v.1241) Marmande 1219
Gilles le Brun Connétable de France à partir de 1250 (1199-1276) Septième et Huitième croisade

À noter : L'ombre de lion, qui charge cet écu actuellement encore, ne s'est ajoutée qu'en 1374, dans le blason d'Oste de Trazegnies. C'était la première fois que l'on employait semblable meuble héraldique; l'ombre de lion est donc d'origine hennuyère.

### Articles connexes

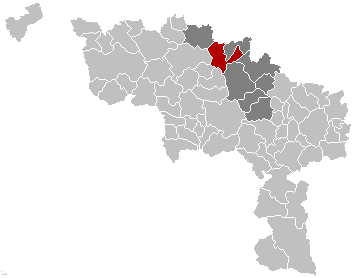
Silly (Belgique) Hainaut